# جان شوارتز
جان شوارتز (بالإنجليزية: Jean Schwartz)‏ هو كاتب أغاني أمريكي، ولد في 4 نوفمبر 1878 في بودابست في المجر، وتوفي في 30 نوفمبر 1956.

## وصلات خارجية
- جان شوارتز على موقع IMDb (الإنجليزية)
- جان شوارتز على موقع ميوزك برينز (الإنجليزية)
- جان شوارتز على موقع قاعدة بيانات برودواي على الإنترنت (الإنجليزية)
- جان شوارتز على موقع إن إن دي بي (الإنجليزية)
- جان شوارتز على موقع أول ميوزيك (الإنجليزية)
- جان شوارتز على موقع أول ميوزيك (الإنجليزية)
- جان شوارتز على موقع أول ميوزيك (الإنجليزية)
- جان شوارتز على موقع ديسكوغز (الإنجليزية)